# Шлях до вершини. Наукові поради про те, як досягнути професіоналізму
Шлях до вершини. Наукові поради про те, як досягнути професіоналізму (англ. Peak: Secrets from the New Science of Expertise) книжка психолога Андерса Еріксона та журналіста Роберта Пула видана у 2016 році. Вона підсумовує результати тридцятирічного дослідження Еріксона щодо природи і отримання професіоналізму.
Книжка розрахована на широку аудиторію, і розкриває поняття «виваженої практики» — терміна придуманого Ерікссоном для позначення певного методу навчання який використовують експерти для досягнення видатних результатів у своїй області, та «ментальних образів». Книжка була написана частково як відповідь на неправильно зрозумілу, але часто згадувану ідею «правила десяти тисяч годин», яку популяризував Малколм Гладуелл у своїй книжці 2008 року «Неординарні. Історії успіху», яка, своєю чергою, базувалася на дослідженнях Ерікссона. Щодо цього, Ерікссон також опублікував уривок своєї книжки в журналі «Salon», під назвою «Малколм Гладуелл нас неправильно зрозумів: наші дослідження були ключем до правила 10 000 годин, але ось що було надто спрощено» (англ. Malcolm Gladwell got us wrong: Our research was key to the 10,000-hour rule, but here’s what got oversimplified).

## Опис
Основною темою книжки є поняття «виважена практика», і значна частина книги присвячена викладу відмінностей між виваженою практикою і пов'язаними типами практики, такими як цілеспрямована практика, що є іншим ефективним методом навчання. Основні розмірковування обертаються навколо ідеї "ментальних образів, які є відображенням зовнішніх реалій в нейронні зв'язки. Автори вважають сильні ментальні образи суттєвим компонентом практики і видатної результативності, тому мало часу приділяється розмірковуванням про коефіцієнт інтелекту чи дискусіям «природа проти виховання». Оскільки ментальні образи формуються протягом життя, їх можна отримати навчанням. Виважена практика, таким чином, зосереджується на активностях що створюють сильні, оптимізовані ментальні образи.

## Зноски
1. ↑  Robert Pool, Anders Ericsson (10 квітня 2016). Malcolm Gladwell got us wrong: Our research was key to the 10,000-hour rule, but here’s what got oversimplified. Salon. Архів оригіналу за 6 вересня 2018.